# Фурдрен
Фурдрен (фр. Fourdrain) насеље је и општина у североисточној Француској у региону Пикардија, у департману Ен (Пикардија) која припада префектури Лаон.
По подацима из 2011. године у општини је живело 409 становника, а густина насељености је износила 43,28 становника/km². Општина се простире на површини од 9,45 km². Налази се на средњој надморској висини од 93 метара (максималној 181 m, а минималној 57 m).

## Демографија
| 1962. | 1968. | 1975. | 1982. | 1990. | 1999. | 2011. |
| ----- | ----- | ----- | ----- | ----- | ----- | ----- |
| 463   | 433   | 393   | 404   | 390   | 433   | 409   |

График промене броја становника у току последњих година